# Rhynchonereella longicirrata
Rhynchonereella longicirrata är en ringmaskart som beskrevs av Støp-Bowitz 1991. Rhynchonereella longicirrata ingår i släktet Rhynchonereella och familjen Alciopidae. Inga underarter finns listade i Catalogue of Life.